# Cathleen Nesbitt
Pour les articles homonymes, voir Nesbitt.
Cathleen Nesbitt (parfois créditée Kathleen Nesbitt) est une actrice britannique, née Cathleen Mary Nesbitt le 24 novembre 1888 à Liskeard (Cheshire, Angleterre), morte le 2 août 1982 à Londres (Angleterre).

## Biographie
Fille de Thomas et Mary Catherine (née Parry) Nesbitt de descendance galloise et irlandaise, elle est éduquée à Lisieux dans le Calvados, à l'Université Queen's de Belfast en Irlande du Nord, et à la Sorbonne, à Paris. Cathleen Nesbitt débute au théâtre, où elle reste très active durant sa longue carrière (qu'elle partage entre le Royaume-Uni et les États-Unis), et s'y produit pour la première fois dans son pays natal en 1910. Ayant pour partie des origines irlandaises, elle fait partie (comme Una O'Connor ou Sara Allgood) de la troupe The Irish Players qui effectue en 1911 une tournée aux États-Unis et y donne deux pièces à Broadway. Cathleen Nesbitt joue là plusieurs fois, et pour la dernière fois en 1981, dans une reprise de My Fair Lady. Elle a déjà participé aux premières représentations de cette comédie musicale à succès (adaptée au cinéma en 1964, mais sans elle), de 1956 à 1962. En 1938, elle figure au générique d'un film britannique, Pygmalion (avec Leslie Howard et Wendy Hiller), d'après la pièce éponyme de George Bernard Shaw, mise en musique avec My Fair Lady.
Aux États-Unis, Cathleen Nesbitt débute au cinéma dans deux films muets, en 1919 et 1922. Elle attendra ensuite 1930, après l'arrivée du parlant, pour recommencer à jouer dans des films, d'abord au Royaume-Uni, puis à nouveau aux États-Unis à partir de 1954, jusqu'à un dernier film en 1980.
Deux de ses films américains notables sont Elle et Lui de Leo McCarey (version de 1957, avec Cary Grant et Deborah Kerr), ainsi que Complot de famille d'Alfred Hitchcock (1976, avec Karen Black et Bruce Dern). Un autre de ses films britanniques notables est L'Homme fatal d'Anthony Asquith (1944, avec Phyllis Calvert, Stewart Granger et James Mason).
Elle apparaît également à la télévision, la première fois dans deux téléfilms britanniques en 1938, puis régulièrement de 1952 à 1981, dans des séries et téléfilms.

## Filmographie partielle

### Au cinéma
- 1919 : A Star over Night de George Terwiller (court métrage)
- 1922 : The Faithful Heart de G.B. Samuelson
- 1930 : Canaries sometimes sing de Tom Walls
- 1932 : The Frightened Lady de T. Hayes Hunter
- 1934 : L'amour triomphe ou Drame à Hollywood (Falling in Love) de Monty Banks
- 1936 : Hearts of Humanity (en) de John Baxter
- 1936 : Le Vagabond bien-aimé (The Beloved Vagabond) de Curtis Bernhardt
- 1937 : Against the Tide d'Alex Bryce
- 1938 : Pygmalion d'Anthony Asquith et Leslie Howard
- 1940 : The Door with Seven Locks de Norman Lee
- 1943 : Combat éternel (The Lamp still burns) de Maurice Elvey
- 1944 : L'Homme fatal (Fanny by Gaslight) d'Anthony Asquith
- 1945 : The Agitator de John Harlow
- 1945 : César et Cléopâtre (Caesar and Cleopatra) de Gabriel Pascal (non créditée)
- 1946 : Sorcier noir (Men ot Two Worlds) de Thorold Dickinson
- 1947 : Nicholas Nickleby d'Alberto Cavalcanti
- 1949 : Madness of the Heart de Charles Bennett
- 1950 : Si Paris l'avait su (So Long at the Fair) d'Antony Darnborough et Terence Fisher

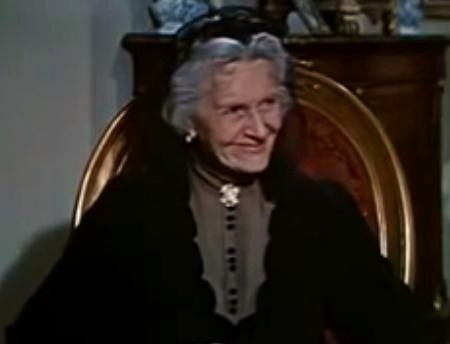
Dans Elle et lui (1957)

- 1954 : La Fontaine des amours (Three Coins in the Fountain) de Jean Negulesco
- 1954 : La Veuve noire (Black Widow) de Nunnally Johnson
- 1954 : Désirée d'Henry Koster
- 1957 : Elle et Lui (An Affair to Remember) de Leo McCarey
- 1958 : Tables séparées (Separate Tables) de Delbert Mann
- 1961 : La Fiancée de papa (The Parent Trap) de David Swift
- 1965 : Promise Her Anything d'Arthur Hiller
- 1966 : La Planque (The Trygon Factor) de Cyril Frankel
- 1969 : L'Escalier (Staircase) de Stanley Donen
- 1971 : Villain de Michael Tuchner
- 1975 : French Connection 2 (French Connection II) de John Frankenheimer
- 1976 : Complot de famille (Family Plot) d'Alfred Hitchcock
- 1977 : Le Cercle infernal (Full Circle) de Richard Loncraine
- 1977 : Julia de Fred Zinnemann
- 1979 : Second to the Right on Till Morning de Paul Annett
- 1980 : Never Never Land de Paul Annett

### À la télévision
Séries
- 1955-1956 : The Alcoa Hour (en) : trois épisodes
- 1955-1957 : Studio One, réalisation de Tony Barr et Yul Brynner : cinq épisodes
- 1959-1961 : Play of the Week, réalisation de Boris Sagal : quatre épisodes
- 1959 : La Grande Caravane (Wagon Train) : un épisode
- 1961 : Le Jeune Docteur Kildare (Dr Kildare) : un épisode
- 1961 : Le Gant de velours (The New Breed) : un épisode
- 1961 : Aventures dans les îles (Adventures in Paradise) : deux épisodes
- 1963-1966 : The Farmer's Daughter : soixante-dix-huit épisodes (Agatha Morley)
- 1972-1973 : Feuilleton Maîtres et Valets (Upstairs Downstairs) : deux épisodes (Lady Mabel Southwold)
- 1970-1981 : ITV Playhouse : deux épisodes

Téléfilms
- 1938 : The Gay Lord Quex, sur un scénario d'Arthur Wing Pinero, d'après sa pièce
- 1938 : The Case of the Frightened Lady, sur un scénario d'Edgar Wallace, d'après sa pièce
- 1960 : Mrs. Miniver de Marc Daniels
- 1967 : The Crucible d'Alex Segal
- 1976 : Abide with Me de Moira Armstrong
- 1978 : Night Cries de Richard Lang

## Théâtre

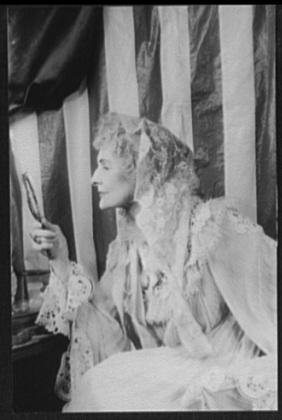
Interprétant Tante Alicia dans Gigi, en 1952 à Broadway (photo Carl van Vechten)

(pièces, à Broadway, sauf mention contraire)
- 1910 : The Cabinet Minister d'Arthur Wing Pinero (jouée au Royaume-Uni)
- 1910-1911 : The Master of Mrs. Chilvers de Jerome K. Jerome, avec Edmund Gwenn, Stanley Logan (jouée à Londres)
- 1911 : The Well of the Saints de John Millington Synge, avec Una O'Connor, Sara Allgood, J. M. Kerrigan
- 1911 : Le Baladin du monde occidental (The Playboy of the Western World) de John Millington Synge, avec Una O'Connor, Sara Allgood, J. M. Kerrigan
- 1912-1913 : The Waldies de G.J. Hamlen (jouée à Londres)
- 1912-1913 : Le Conte d'hiver (The Winter's Tale) de William Shakespeare (jouée à Londres)
- 1914-1915 : A Butterfly on the Wheel de Francis Neilson, avec Reginald Owen (jouée à Southampton)
- 1915 : Quinney's d'Horace Annesley Vachell
- 1916 : Hush ! de Violet Pearn
- 1916 : Such in Life d'Harold Owen, mise en scène de Ferdinand Gottschalk et Sam Sothern
- 1917 : Magic de Gilbert Keith Chesterton
- 1917 : The Very Minute de John Meehan
- 1918 : The Saving Grace de C. Haddon Chambers, avec Laura Hope Crews
- 1919 : The Duchess of Malfi de John Webster (jouée au Royaume-Uni)
- 1921-1922 : Oncle Vania (Uncle Vanya) d'Anton Tchekhov (jouée à Londres)
- 1921-1922 : Loyalties de John Galsworthy, avec Ian Hunter (jouée à Londres)
- 1925-1926 : The Madras House d'Harley Granville Barker, avec Claude Rains (jouée à Londres)
- 1928 : Diversion de John van Druten, avec Leo G. Carroll
- 1930-1931 : Good Losers de Michael Arlen, avec Ian Hunter (jouée à Londres)
- 1932-1933 : Children in Uniforms, avec Jessica Tandy (jouée à Londres)
- 1934-1935 : La Mégère apprivoisée (The Taming of the Shrew) de William Shakespeare, avec Maurice Evans, Leo Genn (jouée à Londres)
- 1934-1935 : Ringmaster de Keith Winter, mise en scène par Raymond Massey, avec Jill Esmond, Laurence Olivier, Nigel Patrick, Dame May Whitty (jouée à Birmingham)
- 1936-1937 : London after Dark de Walter Hackett (jouée à Londres)
- 1939-1940 : Le Roi Lear (King Lear) de William Shakespeare, avec Fay Compton, John Gielgud, Jack Hawkins, Jessica Tandy, Harcourt Williams (jouée à Londres)
- 1941-1942 : On Approval de Frederick Lonsdale (jouée à Londres)
- 1945-1946 : 1066 - And All That de Reginald Arkell, avec Isabel Jeans, Ivor Novello, Basil Radford, Michael Redgrave, Flora Robson, Torin Thatcher, Naunton Wayne (jouée à Londres)
- 1950-1951 : The Cocktail Party de T. S. Eliot, avec Robert Flemyng, Alec Guinness (Henry Daniell en remplacement)
- 1951-1952 : Gigi d'Anita Loos d'après la nouvelle de Colette, mise en scène par Raymond Rouleau, avec Audrey Hepburn (adaptée au cinéma en 1958, sous la forme d'un film musical)
- 1953 : The Uninvited Guest de Mary Hayley Bell, avec Joan Greenwood, John Mills, Lyndon Brook (jouée à Bristol)
- 1953-1954 : Sabrina Fair de Samuel A. Taylor, mise en scène par H. C. Potter, avec Margaret Sullavan, Joseph Cotten, Russell Collins, John Cromwell (adaptée au cinéma en 1954)
- 1954 : Portrait de femme (The Portrait of a Lady), adaptation par William Archibald du roman éponyme d'Henry James, mise en scène par José Quintero, avec Jennifer Jones, Barbara O'Neil, Robert Flemyng
- 1954-1955 : Anastasia de Marcelle Maurette, avec John Emery (adaptée au cinéma en 1956)
- 1956-1962 : My Fair Lady, comédie musicale, musique de Frederick Loewe, lyrics d'Alan Jay Lerner, d'après Pygmalion de George Bernard Shaw, avec Julie Andrews, Rex Harrison, Robert Coote, Stanley Holloway (adaptée au cinéma en 1964)
- 1956 : The Sleeping Prince de Terence Rattigan, avec Michael Redgrave (également metteur en scène), Barbara Bel Geddes
- 1960 : A Second String de Lucienne Hill, d'après Colette, avec Jean-Pierre Aumont, Nina Foch
- 1962 : Romulus le Grand (Romulus - titre original : Romulus der Grosse) de Friedrich Dürrenmatt, adaptation de Gore Vidal, décors d'Oliver Smith, avec Russell Collins, Howard Da Silva
- 1973 : Oncle Vania (Uncle Vanya) d'Anton Tchekhov, mise en scène par Mike Nichols, avec Julie Christie, Lillian Gish, George C. Scott
- 1978-1979 : Les Papiers d'Aspern (The Aspern Papers), adaptation de Michael Redgrave, d'après la nouvelle éponyme d'Henry James, avec Barbara Murray (jouée à Bath)
- 1981 : My Fair Lady, comédie musicale, reprise, avec Rex Harrison, Jack Gwillim, Milo O'Shea